# محمد الطويان
محمد الطويان (9 مايو 1945 – 31 يناير 2025) ممثل ومؤلف وفنان تشكيلي سعودي. حصل على جائزه «المسرح والفنون الأدائية» من مبادرة الجوائز الثقافية الوطنية في دورتها الرابعة 2024.

## مسيرته
بدأ التمثيل من خلال السهرات والمسلسلات التلفزيونية ما بين الأعوام 1965–1974. في عام 1982 لعب دور حظيظ في مسلسل السعد وعد، وفي عام 1985 شارك في مسلسل عودة عصويد، كما شارك في عشر مواسم متسلسلة من مسلسل طاش ما طاش، وغشمشم 2009، سلفي، ولعبة الكبار، ومكان في القلب.

## حياته ونشأته
درس في الولايات المتحدة الأمريكية وعاد، شارك في حلقات متفرقه من مسلسلات عديدة، وهو كاتب وفنان تشكيلي وممثل له مدرسته الفنية الخاصة، وكان له الفضل في اكتشاف فنانين ومخرجين أبرزهم المخرج نجدة أنزور والممثل أيمن زيدان والممثل ناصر القصبي والممثل عبد الله السدحان وآخرين.

### حياته الخاصة
ولد في بريدة، من أسرة ميسورة الحال حيث كان والده يعمل في التجارة، بين الشام وشمال السعودية وكان ملازما له، وعاش فترة صباه في الشمال الأمر الذي جعله يتقن اللهجة الشمالية، ثم رجع لمنطقة القصيم قبل ان يستقر به الحال في مدينة الرياض وهو متزوج ولديه أربعة أبناء وهم: فراس، وليد، وائل، راكان.

## أعماله

### المسلسلات
- مسلسل فرج الله والزمان (1971)
- مسلسل أحلام سعيدة (1972)
- مسلسل السعد وعد (1982)
- مسلسل عودة عصويد (1985)
- مسلسل أصايل (1990)
- مسلسل لعبة الكبار (2002)
- مسلسل أبو رش رش (2002)
- مسلسل طاش ما طاش (1995، 1997، 1998، 2001، 2007)
- مسلسل كلنا عيال قرية (2008)
- مسلسل عقاب (2009)
- مسلسل ماشي (2011)
- سهرة عقاب وشيهانه
- مسلسل ملف علاقي (2011)
- مسلسل أبو الملايين (2013)
- مسلسل سيلفي (2015)
- مسلسل سبعة (2015)
- مسلسل سيلفي 2 (2016)
- مسلسل سيلفي 3 (2017)
- مسلسل ظل الحلم (2017)
- مسلسل غشمشم 3 (2008)[6]
- شوف الدنيا (2009)
- لعبة الشيطان (2012)[7]
- مسلسل مكان في القلب (2016)
- مسلسل عندما يكتمل القمر
- مسلسل ضرب الرمل
- مسلسل وصية بدر
- مسلسل عندما يكتمل القمر 2[8]
- مرزوقة (2022)[9]
- مسلسل طاش العودة (2023)[10]

### المسرحيات
- مسرحية طبيب بالمشعاب (1973)
- مسرحية سقوط الحساب
- مسرحية ديك البحر (1994)
- مسرحية قطع غيار (1999)[11]

### الأفلام
- مندوب الليل (2023)[12]

### الكتابة
- مسلسل عودة عصويد (1985)
- لعبة الشيطان (2012)[13]

## التكريم
كُرم في افتتاح المهرجان السينمائي الخليجي في دورته الرابعة عام 2024.

## الجوائز
فاز بجائزة «المسرح والفنون الأدائية» من مبادرة الجوائز الثقافية الوطنية في دورتها الرابعة 2024.

## وفاته
توفي محمد الطويان يوم الجمعة 31 يناير 2025م الموافق 1 شعبان 1446هـ عن ثمانين سنة.

## وصلات خارجية
- محمد الطويان على موقع IMDb (الإنجليزية)
- محمد الطويان على موقع قاعدة بيانات الأفلام العربية
- محمد الطويان على موقع قاعدة بيانات الفيلم (الإنجليزية)
- برنامج رموز الفن مع الفنان محمد الطويان